# Большое Галово
Большое Галово (коми Галпи) — деревня в Ижемском районе Республики Коми России. Входит в состав сельского поселения Кельчиюр.

## Этимология
Согласно местному преданию деревни Большое и Малое Галово основали два брата: Галпи («сын Гавриила») и Гал Федь («Федор Гавриилович»). После ссоры, случившейся между братьями, жившими поначалу вместе, старший брат остался на месте, а младший спустился ниже по течению Ижмы и основал деревню Галфедь (Малое Галово). Имена братьев дали названиях деревням.
В основе топонима Галово лежит краткая форма мужского личного имени Гавриил— Гал.

## История
Большое Галово было основана в период между 1745 и 1763 годами Федосеем Гавриловичем Каневым. В 1782 году в деревне Дибож проживало 18 человек (10 мужчин и 8 женщин); в 1816 году — 54 человека. По данным на 1859 год в селе Дибожском (Большая Голова, Галпи) имелась православная церковь. В 1905 году числилось 53 двора и 478 жителей.
По состоянию на 1920 год, в Галово имелось 85 дворов и проживало 484 человека (211 мужчин и 273 женщины). В административном отношении деревня входила в состав Галовской волости Ижмо-Печорского уезда.

## География
Деревня находится в северо-западной части Республики Коми, в пределах Печорской низменности, на правом берегу реки Ижмы, на расстоянии примерно 47 километров (по прямой) к северо-западу от села Ижмы, административного центра района. Абсолютная высота — 38 метров над уровнем моря.
Климат
Климат характеризуется как умеренно континентальный, с продолжительной морозной многоснежной зимой и коротким прохладным летом. Средняя температура воздуха самого тёплого месяца (июля) составляет 14,6 °C; самого холодного (января) — −17,4 °C. Среднегодовое количество атмосферных осадков составляет 527 мм.
Часовой пояс
Большое Галово, как и вся Республика Коми, находится в часовой зоне МСК (московское время). Смещение применяемого времени относительно UTC составляет +3:00.

## Население
| 2010 |
| ---- |
| 271  |

Гендерный состав
По данным Всероссийской переписи населения 2010 года в гендерной структуре населения мужчины составляли 53,9 %, женщины — соответственно 46,1 %.
Национальный состав
Согласно результатам переписи 2002 года, в национальной структуре населения коми-ижемцы составляли 51 % из 320 чел.; коми — 44 %.